# خبيص
الخَبيصُ (Khabees) هو طبق تقليدي في الخليج العربي خاصةً في الإمارات العربية المتحدة والكويت والبحرين. وهو مصنوع من الطحين والزيت، ويُؤكل في الغالب في وجبة الإفطار. ويكثر تقديمه في أيام العيد.